# Coefficiente binomiale gaussiano
In matematica, il coefficiente binomiale gaussiano (noto anche come coefficiente gaussiano o coefficiente {\displaystyle q}-binomiale) è un {\displaystyle q}-analogo del coefficiente binomiale. Viene denotato con {\displaystyle {\binom {n}{k}}_{q}}, oppure con {\displaystyle {\begin{bmatrix}n\\k\end{bmatrix}}_{q}}, ed è un polinomio in {\displaystyle q} a coefficienti interi il cui valore, quando {\displaystyle q} è una potenza di un numero primo, corrisponde al numero di sottospazi di dimensione {\displaystyle k} in uno spazio vettoriale di dimensione {\displaystyle n} su {\displaystyle \mathbb {F} _{q}}, un campo finito con {\displaystyle q} elementi; equivalentemente, è il numero di punti nella grassmanniana {\displaystyle \mathrm {Gr} (k,\mathbb {F} _{q}^{n})}.

## Definizione
Il coefficiente binomiale gaussiano è definito nel seguente modo:
{\displaystyle {m \choose r}_{q}={\frac {(1-q^{m})(1-q^{m-1})\cdots (1-q^{m-r+1})}{(1-q)(1-q^{2})\cdots (1-q^{r})}}},
dove {\displaystyle m} e {\displaystyle r} sono due interi non negativi; analogamente al coefficiente binomiale, se {\displaystyle r>m} si ottiene 0, mentre se {\displaystyle r=0} il valore è 1 in quanto sia il numeratore che il denominatore sono prodotti vuoti.
Sebbene questa formula possa sembrare una funzione razionale, in realtà essa rappresenta un polinomio, poiché la divisione è esatta in {\displaystyle \mathbb {Z} [q]}.
Tutti i fattori del numeratore e del denominatore sono divisibili per {\displaystyle 1-q}: eseguendo queste divisioni si ottiene
{\displaystyle [k]_{q}=\sum _{0\leq i<k}q^{i}=1+q+q^{2}+\cdots +q^{k-1}={\begin{cases}{\frac {1-q^{k}}{1-q}}&{\text{per}}&q\neq 1\\k&{\text{per}}&q=1\end{cases}}}.
Possiamo in tal modo ottenere la formula equivalente
{\displaystyle {m \choose r}_{q}={\frac {[m]_{q}[m-1]_{q}\cdots [m-r+1]_{q}}{[1]_{q}[2]_{q}\cdots [r]_{q}}}\quad (r\leq m).}
Si può infine osservare che, sostituendo {\displaystyle q}=1 in {\displaystyle {\tbinom {m}{r}}_{q}}, si ottiene il coefficiente binomiale ordinario {\displaystyle {\tbinom {m}{r}}}.

## Proprietà
Analogamente al coefficiente binomiale ordinario, il coefficiente binomiale gaussiano è invariante rispetto alla mappa {\displaystyle r\rightarrow m-r}:
{\displaystyle {m \choose r}_{q}={m \choose m-r}_{q}.}
In particolare,
{\displaystyle {m \choose 0}_{q}={m \choose m}_{q}=1\,,}
{\displaystyle {m \choose 1}_{q}={m \choose m-1}_{q}={\frac {1-q^{m}}{1-q}}=1+q+\cdots +q^{m-1}\quad m\geq 1\,.}

### Limite per q = 1
Valutando il coefficiente binomiale gaussiano in q = 1 si ottiene
{\displaystyle \lim _{q\to 1}{\binom {m}{r}}_{q}={\binom {m}{r}}}
cioè la somma dei coefficienti restituisce il corrispondente valore del coefficiente binomiale.

### Grado del polinomio
Il grado di {\displaystyle {\binom {m}{r}}_{q}} è {\displaystyle {\binom {m+1}{2}}-{\binom {r+1}{2}}-{\binom {(m-r)+1}{2}}=r(m-r)}.

## q-identità
Per i coefficienti binomiali gaussiani valgono le seguenti identità 
{\displaystyle {m \choose r}_{q}=q^{r}{m-1 \choose r}_{q}+{m-1 \choose r-1}_{q}}
e 
{\displaystyle {m \choose r}_{q}={m-1 \choose r}_{q}+q^{m-r}{m-1 \choose r-1}_{q}}.
Entrambe possono essere ricondotte all'altrettanto nota identità relativa ai coefficienti binomiali
{\displaystyle {n \choose k}={n-1 \choose k}+{n-1 \choose k-1}}
imponendo {\displaystyle q=1}.

### Dimostrazione
Entrambe le identità possono essere dimostrate osservando che, dalla definizione di {\displaystyle {\tbinom {m}{r}}_{q}}, si ha:
1. {\displaystyle {\binom {m}{r}}_{q}={\frac {1-q^{m}}{1-q^{m-r}}}{\binom {m-1}{r}}_{q}}
2. {\displaystyle {\binom {m}{r}}_{q}={\frac {1-q^{m}}{1-q^{r}}}{\binom {m-1}{r-1}}_{q}}
3. {\displaystyle {\frac {1-q^{r}}{1-q^{m-r}}}{\binom {m-1}{r}}_{q}={\binom {m-1}{r-1}}_{q}}

Poiché
{\displaystyle {\frac {1-q^{m}}{1-q^{m-r}}}={\frac {1-q^{r}+q^{r}-q^{m}}{1-q^{m-r}}}=q^{r}+{\frac {1-q^{r}}{1-q^{m-r}}}},
l'equazione 1. diventa
{\displaystyle {\binom {m}{r}}_{q}=q^{r}{\binom {m-1}{r}}_{q}+{\frac {1-q^{r}}{1-q^{m-r}}}{\binom {m-1}{r}}_{q}}
ed utilizzando l'equazione 3. si ottiene la prima delle due identità.
Un ragionamento simile, utilizzando l'uguaglianza
{\displaystyle {\frac {1-q^{m}}{1-q^{r}}}=q^{m-r}+{\frac {1-q^{m-r}}{1-q^{r}}}},
permette di giungere alla seconda identità.

### Teoremaq-binomiale
Esiste anche un analogo del teorema binomiale per i coefficienti binomiali gaussiani, noto come teorema binomiale di Cauchy:
{\displaystyle \prod _{k=0}^{n-1}(1+q^{k}t)=\sum _{k=0}^{n}q^{k(k-1)/2}{n \choose k}_{q}t^{k}.}
Allo stesso modo del teorema binomiale, questa formula ha numerose generalizzazioni ed estensioni: una di esse, ad esempio, corrisponde al teorema binomiale generalizzato di Newton per potenze negative
{\displaystyle \prod _{k=0}^{n-1}{\frac {1}{1-q^{k}t}}=\sum _{k=0}^{\infty }{n+k-1 \choose k}_{q}t^{k}.}

### Identitàq-binomiale centrale
Con i coefficienti binomiali ordinari vale la seguente identità:
{\displaystyle \sum _{k=0}^{n}{\binom {n}{k}}^{2}={\binom {2n}{n}}}.
L'analogo nel caso dei coefficienti binomiali gaussiani è:
{\displaystyle \sum _{k=0}^{n}q^{k^{2}}{\binom {n}{k}}_{q}^{2}={\binom {2n}{n}}_{q}}.

## Applicazioni
Originariamente Gauss utilizzò questi coefficienti per determinare il segno della somma quadratica di Gauss.
La principale applicazione dei coefficienti binomiali gaussiani avviene nella teoria enumerativa degli spazi proiettivi definiti su un campo finito: per ogni campo finito {\displaystyle \mathbb {F} _{q}} con {\displaystyle q} elementi, il coefficiente binomiale gaussiano
{\displaystyle {n \choose k}_{q}}
determina il numero di sottospazi vettoriali {\displaystyle k}-dimensionali all'interno di uno spazio vettoriale {\displaystyle n}-dimensionale su {\displaystyle \mathbb {F} _{q}} (una grassmanniana). Quando viene espanso come polinomio in {\displaystyle q}, restituisce la decomposizione della grassmanniana in celle di Schubert.
Il numero di sottospazi affini {\displaystyle k}-dimensionali di {\displaystyle \mathbb {F} _{q}^{n}} è invece uguale a
{\displaystyle q^{n-k}{n \choose k}_{q}}.

### Palline nelle urne
Se si denota con {\displaystyle B(n,m,r)} il numero di possibili modi di lanciare {\displaystyle r} palline indistinguibili in {\displaystyle m} urne indistinguibili, ciascuna delle quali può contenere al massimo {\displaystyle n} palline, il coefficiente binomiale gaussiano può essere utilizzato per caratterizzare questo valore: infatti,
{\displaystyle B(n,m,r)=[q^{r}]{n+m \choose m}_{q}},
dove {\displaystyle [q^{r}]P} denota il coefficiente del termine {\displaystyle q^{r}} nel polinomio {\displaystyle P}.